# Albrecht von Graefe (homme politique)
Pour les articles homonymes, voir Albrecht von Gräfe (homonymie).
Albrecht von Graefe (né le 1er ou le 11 janvier 1868 – mort le 18 avril 1933), est un propriétaire terrien et un homme politique allemand actif sous l'Empire allemand et sous la République de Weimar. Bien qu'il n'ait jamais été membre du Parti national-socialiste des travailleurs allemands, il a été un associé d'Adolf Hitler et a longtemps été considéré comme un concurrent crédible pour le leadership du mouvement völkisch.

## Biographie
Von Graefe est le fils de l'ophtalmologue Albrecht von Gräfe et le petit-fils de Karl Ferdinand von Graefe. Il épouse Sophie baronne von Blomberg et s'enrôle comme officier dans la Deutsches Heer en 1887. Après sa carrière militaire, von Graefe fait le saut en politique et devient député au Reichstag sous la bannière du Parti conservateur allemand de 1912 à 1918.
Albrecht von Graefe, avec l'appui de Gregor Strasser et d'Erich Ludendorff, crée en 1923 le Deutschvölkische Freiheitspartei (DVFP), branche dissidente du mouvement völkisch aux accents nettement antisémites, censé reprendre le flambeau du NSDAP, dissout depuis le procès de 1923. Sous cette bannière, Ludendorff est élu député au Reichstag, où il siégera de 1924 à 1928 ; mais l'échec de l'ex-général en chef de l'armée impériale aux élections présidentielles de 1925, où il obtient à peine plus d'un pour cent des voix, sonne le glas des espoirs du DVFP de prendre la tête de la droite nationaliste allemande.